# واتینگا
واتینگا شهری در شهرستان ساپونه در استان بازگا در بورکینافاسوی مرکزی است و جمعیت آن ۳۵۳ نفر است.